# Huáscato
Huáscato es un pueblo y delegación del municipio de Degollado en el estado de Jalisco, México. Ubicado aproximadamente a 120 km al oeste de Guadalajara. Pertenece administrativamente a la Región Ciénega, pero tradicionalmente a la conocida Región Altos de Jalisco. Su nombre es de origen purepecha/tarasco, pero hasta el momento no se dispone de un significado de fuentes fidedignas. Fue conocido a nivel nacional por su producción nacional de naranja durante la época del Porfiriato. 

## Historia
Fue habitado por Chichimecas

Los chichimecas solían estar pacíficos y bautizados, como sucedía en Pénjamo, en Ayo el Grande y el Chico, en Huáscato, ...

Se le atribuye la fundación del Pueblo de Huáscato al conquistador español don Juan de Villaseñor y Orozco

A las primeras posesiones añadiría después, por merced del gobernador Francisco Vázquez Coronado,  según documento fechado el 2 de julio de 1544,los pueblos de Ayo el Chico, Huáscato, Huascatillo,  Acuibazo, Tecato y otros

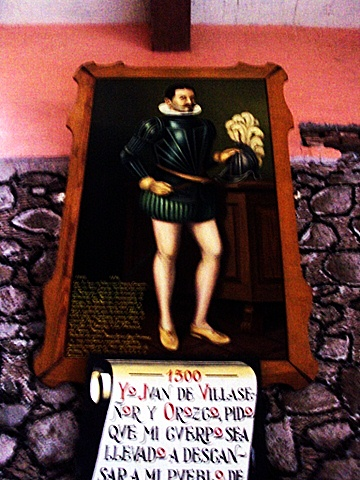
Juan de Villaseñor y Orozco.

Después de la conquista, se construyó la Hacienda Huáscato "El Molino" dependiente de la Hacienda de Santa Ana Pacueco; durante esta época fue tributario de la corona española durante algunos años del siglo XVI y dejó de aportar en 1566. 

En documentos de esta época aparece bajo los nombres de: Guascato o Guazcato.

Siglos más tarde con la iniciativa del Hacendado Ignacio Castellanos se plantaron árboles de naranja y comenzó una gran producción de este cítrico. Se crearon varios puntos de comercio entre los cuales podemos destacar Yurecuaro, Celaya, La Piedad de Cabadas, Salamanca, entre otros.
También fue destacado en el cultivo de cereales: trigo, sorgo, maíz.
Su división fue la siguiente: 
- "Ex-Hacienda de Huáscato"
- "Huerta de las Delicias"
- "Huerta de la Cruz y Anexos"
- "Aguacates
- "Las Peñitas"
- "La Esperanza"
- "Resto de la Hacienda".[7]

Fue visitado por el expresidente Porfirio Díaz en el año de 1910.

"El Señor Presidente Porfirio Diaz se encuentra entregado a la caza de venados, en una visita al Pueblo de Huáscato, propiedad de Ignacio Castellanos. Se le organizó una comida en su honor. El domingo por la mañana se regresará a la capital.

Con la resolución presidencial de 1937, el Ex- Presidente Lázaro Cárdenas del Río autorizó el Ejido Huáscato con una extensión superficial de 6,675 hectáreas.
Hoy en día la Población de Huáscato se desarrolla muy independiente de la Hacienda, aunque es parte fundamental de la comunidad.

## Descripción geográfica

### Ubicación
Se encuentra al poniente de la cabecera municipal a una altitud de 1.620 metros sobre el nivel del mar y entre las coordenadas de latitud Norte 20°28′ y longitud Oeste 120°.
Limita al oriente por arroyos Cuates; al Poniente con el Municipio de Ayotlán, al norte con el municipio de Jesús María y al sur con las márgenes del Río Lerma.

### Orografía
El pueblo presenta una topografía irregular, llanuras y partes montañosas son las más
predominantes. 
Suelos: El ejido de Huáscato tiene una extensión superficial de 6,675 hectáreas
de diversas calidades, que fueron dotadas por la resolución presidencial el 27 de octubre
de 1937 y ejecutadas el 12 de mayo de 1938.

## Hidrografía
Pertenece a la Cuenca hidrólogica Lerma-Chapala-Santiago; y su principal río es el "Huáscato" que provee la presa descrita a continuación.

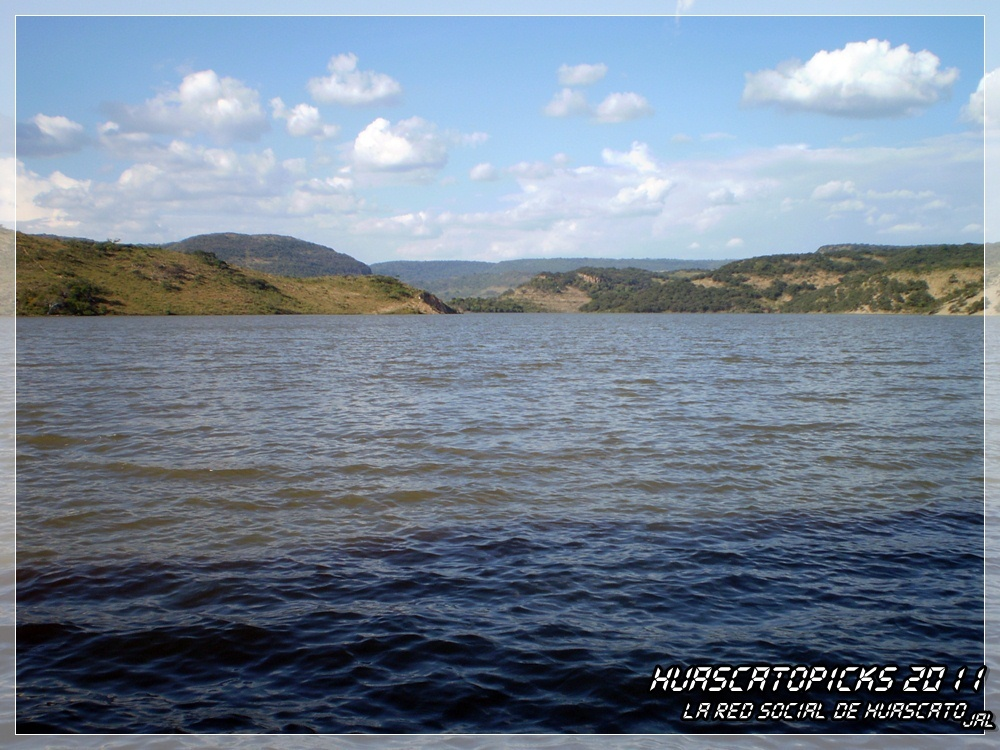
Presa Ing. Guillermo Lugo Sanabria.

Presa Ing. Guillermo Lugo Sanabria (La Pólvora)
 Localización: Geográficamente la presa se localiza a los 20°30′ de latitud norte y 102°13′ de longitud oeste, a una altitud de 1,600 metros sobre el nivel del mar. El sitio de la presa se localiza a una distancia aproximada de 118 kilómetros de la ciudad de Guadalajara, cerca de los límites de Jalisco con los estados de Michoacán y Guanajuato; con una capacidad de 63 millones de metros cúbicos se encuentra entre los principales almacenamientos de importancia del estado.El área de la cuenca de captación de la presa es de 232 kilómetros cuadrados. Los escurrimientos se aforan en la estación Huáscato, aguas debajo del sitio de la presa. Con base en los escurrimientos registrados en esta estación, se estima un escurrimiento medio anual de 52 millones de metros cúbicos. 
 Antecedentes: La construcción de la presa se inició en el año de 1978, habiéndose suspendido en 1982 por falta de recursos presupuestales, para continuarse en el año 1986 hasta su terminación en 1988. 

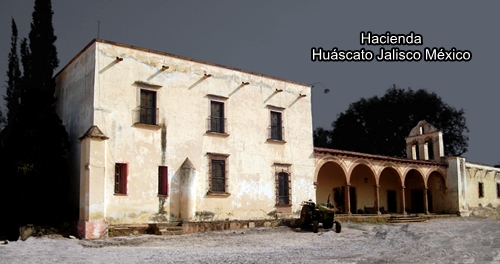
Hacienda de Huáscato.

Fue inaugurada el 1 de diciembre de 1989 por el expresidente de la República Carlos Salinas de Gortari.

## Comunicaciones y Transporte
Cruza Huáscato la carretera federal 90 Irapuato-Guadalajara tomando la perspectiva de Guadalajara-Degollado

## Cultura
- Escultura:

En la Plaza Principal de Huáscato, se encuentran 2 esculturas hechas en cantera:
- La Cruz de Huáscato: De Alfredo López Casanova, realizada por Juan Pablo Fuentes.
- El Naranjo: De Ismael Olivares, realizado por Gerardo I. Rodríguez.

Ambas fueron develadas en el mes de diciembre del 2009.

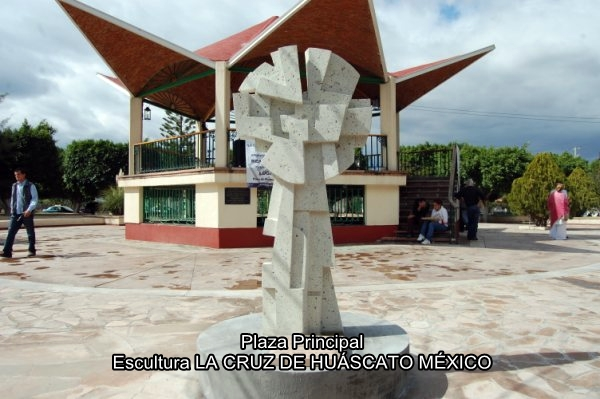
La Cruz de Huáscato.

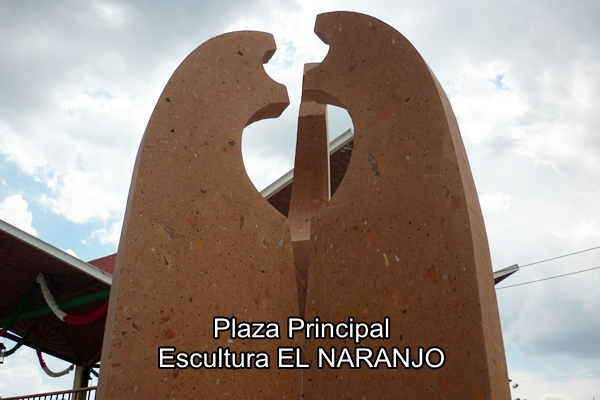
El Naranjo.

## Fiestas
Fiestas civiles
- Aniversario de la Independencia de México: 15 y 16 de septiembre.
- Aniversario de la Revolución mexicana: El 20 de noviembre.

Fiestas religiosas
- Fiestas Patronales en honor a la Virgen de Guadalupe. Último domingo de enero (Novenario).
- Semana Santa: jueves y viernes Santos.
- Fiesta en honor de la Santa Cruz: 3 de mayo.

## Iglesia
Desde la evangelización por parte de los españoles, tras la conquista. Se construyó en dicha Hacienda una Capilla para venerar a la Virgen de Guadalupe, y al transcurrir el tiempo se oficiaban misas en latín.
Esta capilla se reconstruyó hacia el año de 1882. Conforme fue creciendo la población, se planeó construir una Iglesia en el centro del Pueblo, el permiso para la bendición de la primera piedra del templo actual se pidió el 28 de diciembre de 1949, otorgándolo el excelentísimo señor don José Garibi Rivera el 3 de febrero de 1950, año el que se dio inicio su construcción. 

En una carta fechada el 7 de agosto de 1953 se pide al arzobispo, se pide el permiso para el cambio de culto de la antigua capilla de la HACIENDA DE HUÁSCATO a la actual, este se otorga en ese mismo año, que fue cuando se concluye la construcción del templo, siendo su primer cura don Emeterio de la Torre.

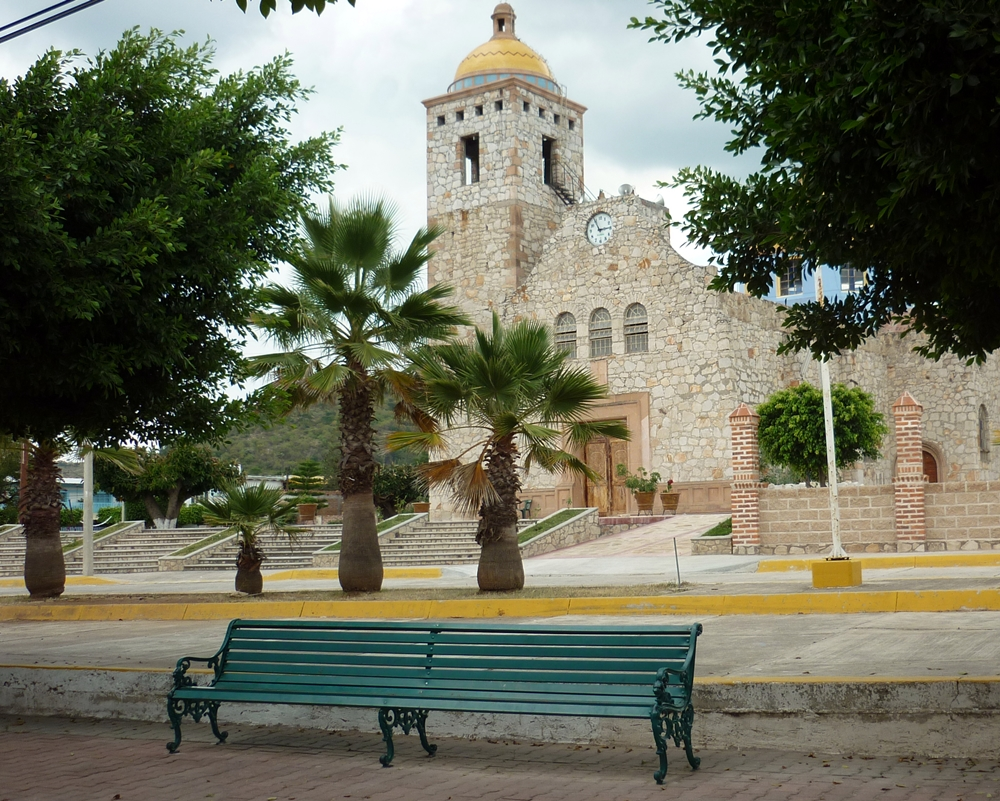
Iglesia de Huáscato.

En la actualidad esta Parroquia Pertenece a la Diosesis de San Juan de los Lagos.

## Patrimonio
- Plaza principal
- Parroquia Nuestra Señora de Guadalupe
- Hacienda Huascato
- Presa Ing. Guillermo Lugo Sanabria (La Pólvora)
- Parque Arroyo de la Salud
- Río Huáscato

## Personas destacadas
- Juan de Villaseñor, Fundador de esta población.
- Rafael Herrera Lemus, Boxeador Ex- Campeón mundial.[11]
- Ángel S. Bravo, coronel. Gestor para la municipalización de Degollado, Jal.
- Enrique Estrada Ramírez, Músico integrante de la Orquesta de Solistas de Agustín Lara.
- Juan Martínez Gómez, Maestro de Charrería Profesional.[12]
- Gilberto García Campante.  Gral. Brig. I.C. Director de la Escuela Militar de Ingenieros[13]